# Nyírbátori római katolikus minorita templom
A nyírbátori katolikus templom a város egyik nevezetessége. A templom mellett a 
18. században épült minorita kolostor is épült, amiben ma a Báthori István Múzeum helyezkedik el. A gótikus épület belső berendezése barokk stílusú.

## Története
A templomot a győztes kenyérmezei csata után építtette ecsedi Báthori István erdélyi vajda, valószínűleg felhasználva a csata zsákmányát. Építészetileg a templom egyhajós, hosszú szentélyű teremtemplom, a hazai gótika nagyszerű példája. Az 1493-ban elhunyt Báthori Istvánt ide temették.  
A 16. század közepén Báthori György, az akkori földesúr áttért a református vallásra és ezek után a katolikus szerzetesek nehezebb körülmények közé kerültek. 1587-ben máig ismeretlen fegyveresek feldúlták, kirabolták és felgyújtották a templomot és a kolostort. Ezután 130 évig nem volt római katolikus temploma Nyírbátornak. A török hódoltság után, 1717-ben, egy Erdélyből, Baksafalváról származó minorita szerzetes, Kelemen Didák kezdte meg a templom helyreállítását, az akkori földesúr, gróf Károlyi Sándor támogatásával. 1718-ra elkészült a templom ideiglenes tetőzete, lapos fagerendás mennyezettel. 1722 és 1724 között készült el a barokk boltozat, a régi gótikus boltozat helyén, amiből csak a diadalív maradt meg. 1725 október 4-én szentelték fel újra a templomot. Az elliptikus előcsarnok a 18. sz. második negyedéből származik. A 18. és a 19. században temetkezett a templomba sokak között Krucsay János és Jósa István, akik az oltáraik alatt pihennek. 1834-ben földrengés, 1889-ben tűzvész pusztította el a torony sisakját és a három régi harangot. A templomot az Európai Unió támogatásával újították fel 2010–2011-ben. Restaurálták a főoltárt, a Krucsay-oltárt és a Pócsi oltárt. A torony gótikus sisakot kapott, így a templom a térség legmagasabb épülete lett.

## Belső képe
A 12 méter magas főoltáron Szent Péter megjelenítése Magyarország legszebb barokk szobrai közé tartozik. Az Assisi Szent Ferenc stigmatizációját ábrázoló oltárképen az arc Kelemen Didák képmása.
A nádfői Krucsay János kisvárdai várkapitányról elnevezett Krucsay-oltár a templom legnevezetesebb műkincse, Jézus szenvedéstörténetét ábrázolja. Az oltár barokk szerkezetű, de az alakok gótikus hatást tükröznek. Miután feleségét többrendbeli hűtlensége miatt kivégezték, Krucsay gyanús gyorsasággal újra megnősült, egy nála 3 évtizeddel fiatalabb nőt vett el. A hagyomány szerint bűneit átérezve állíttatta a pompás oltárt.

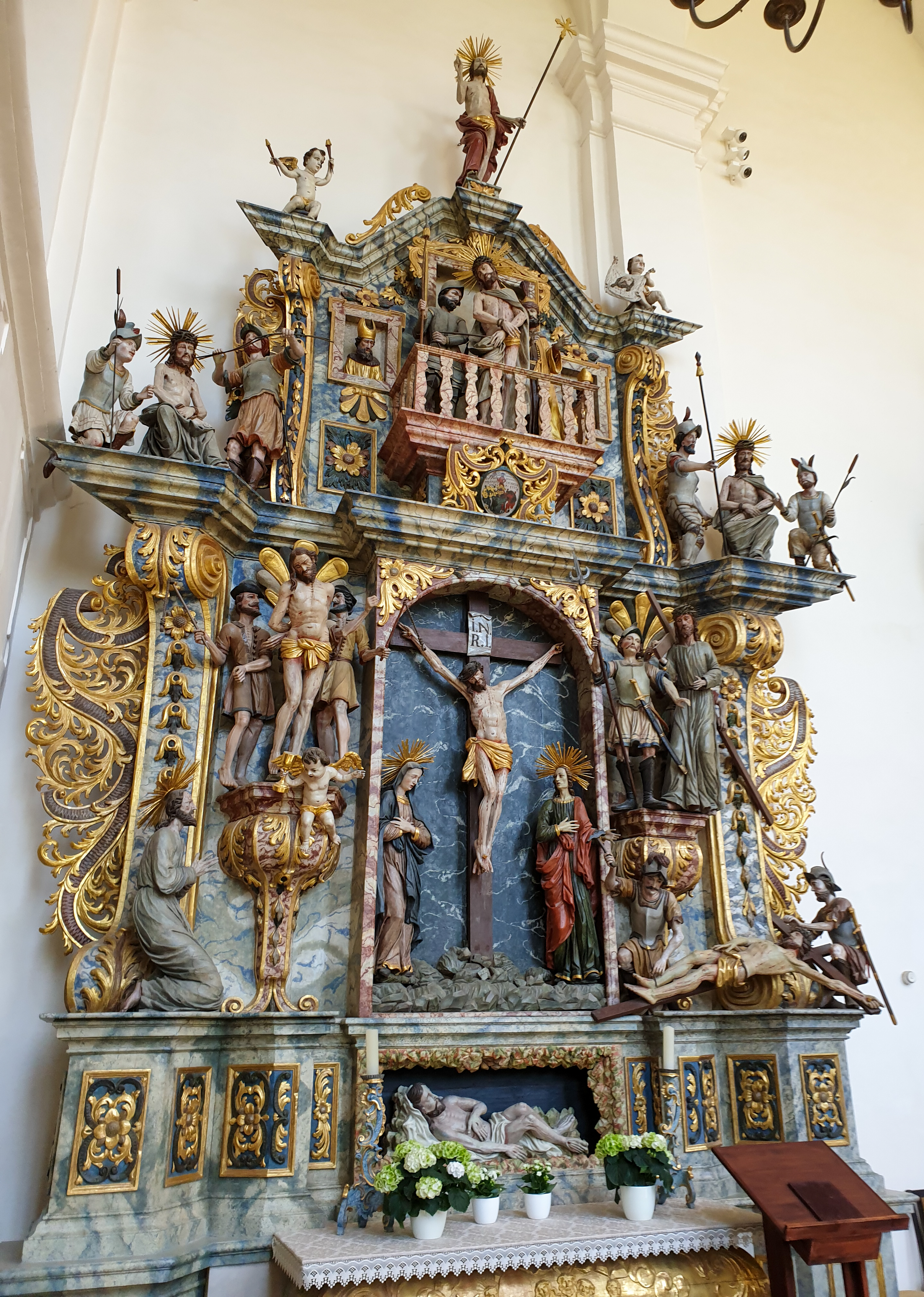
Az Eperjesen készült Krucsay-oltár
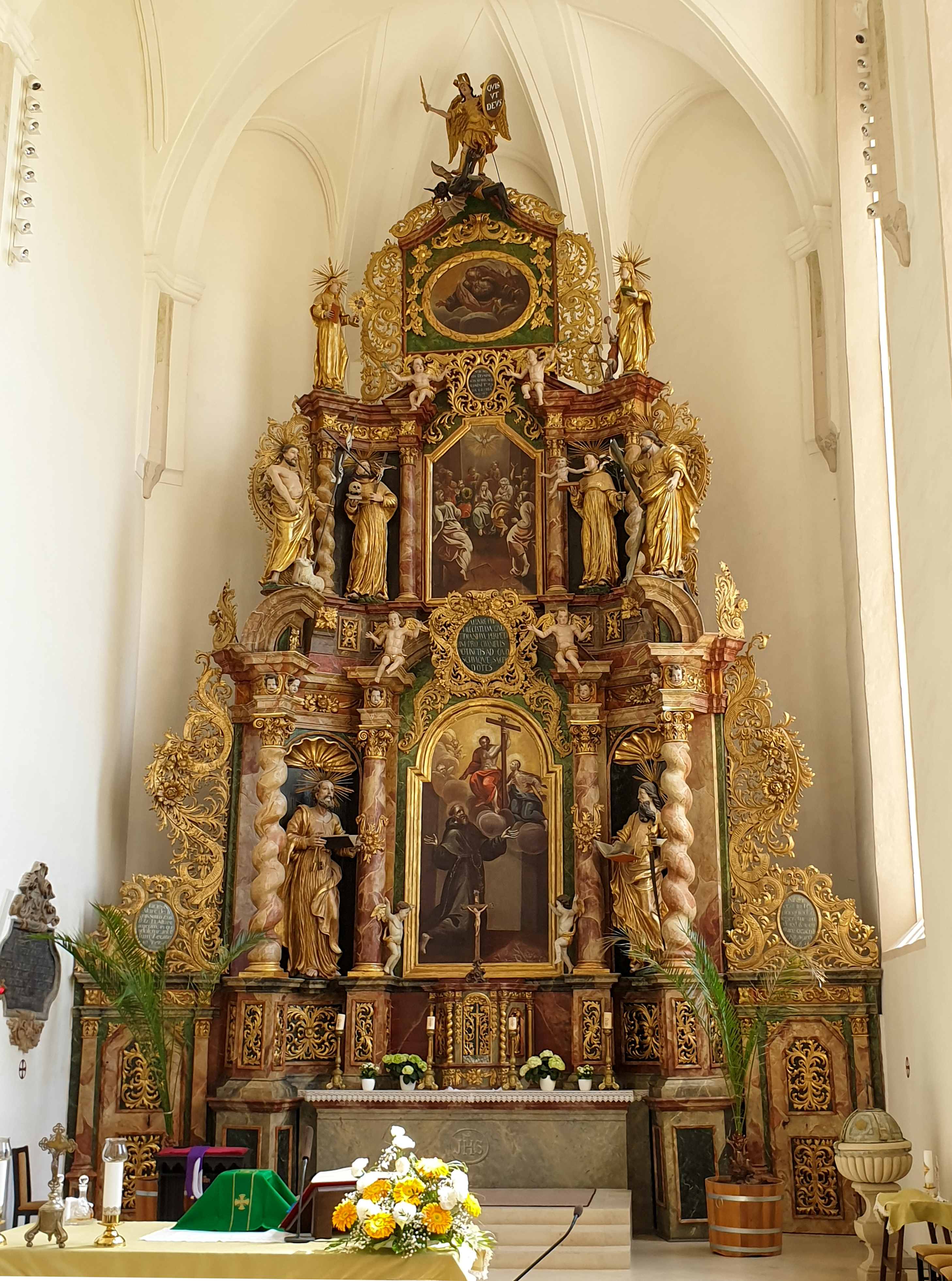
A főoltár
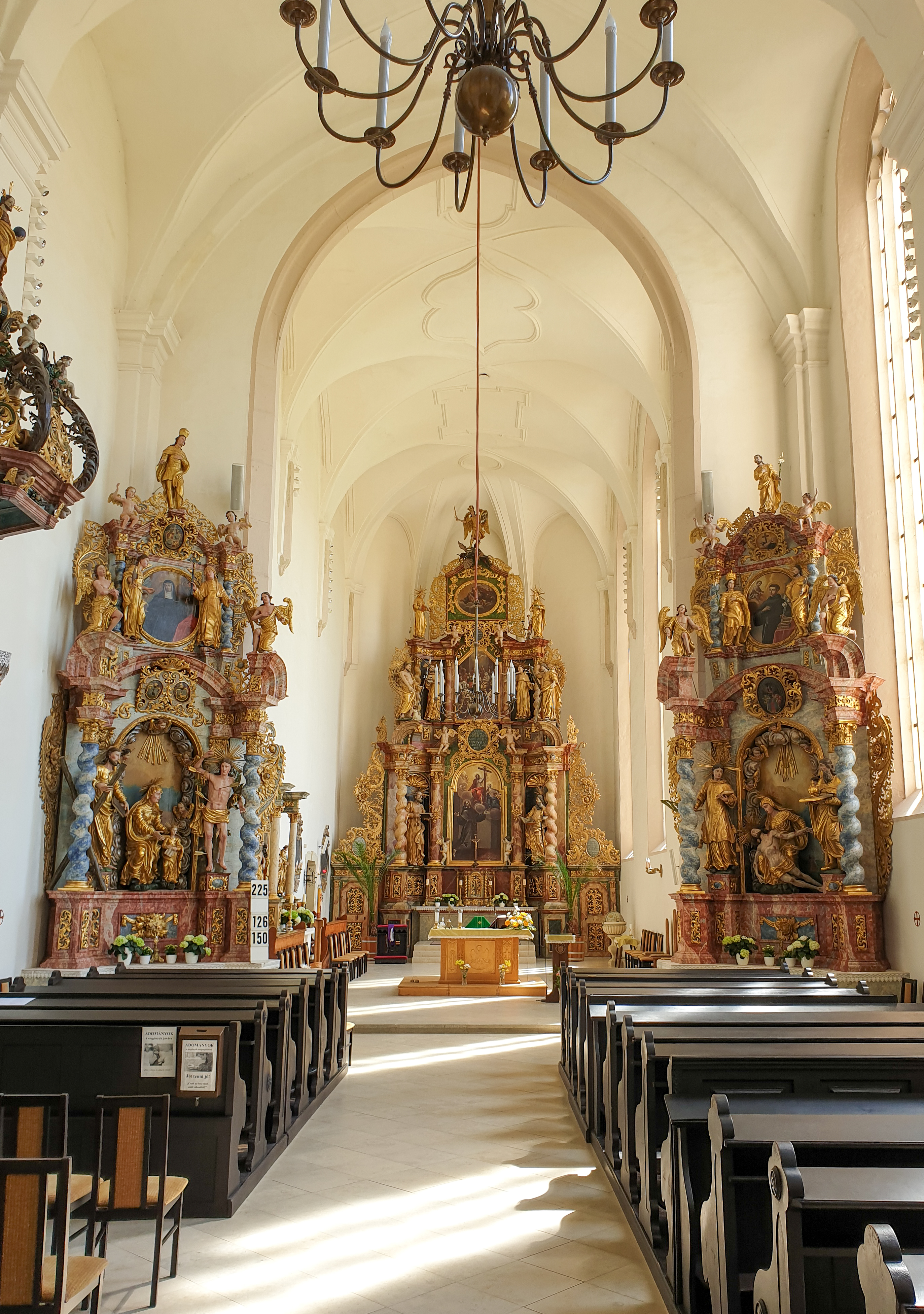
A templom belső képe
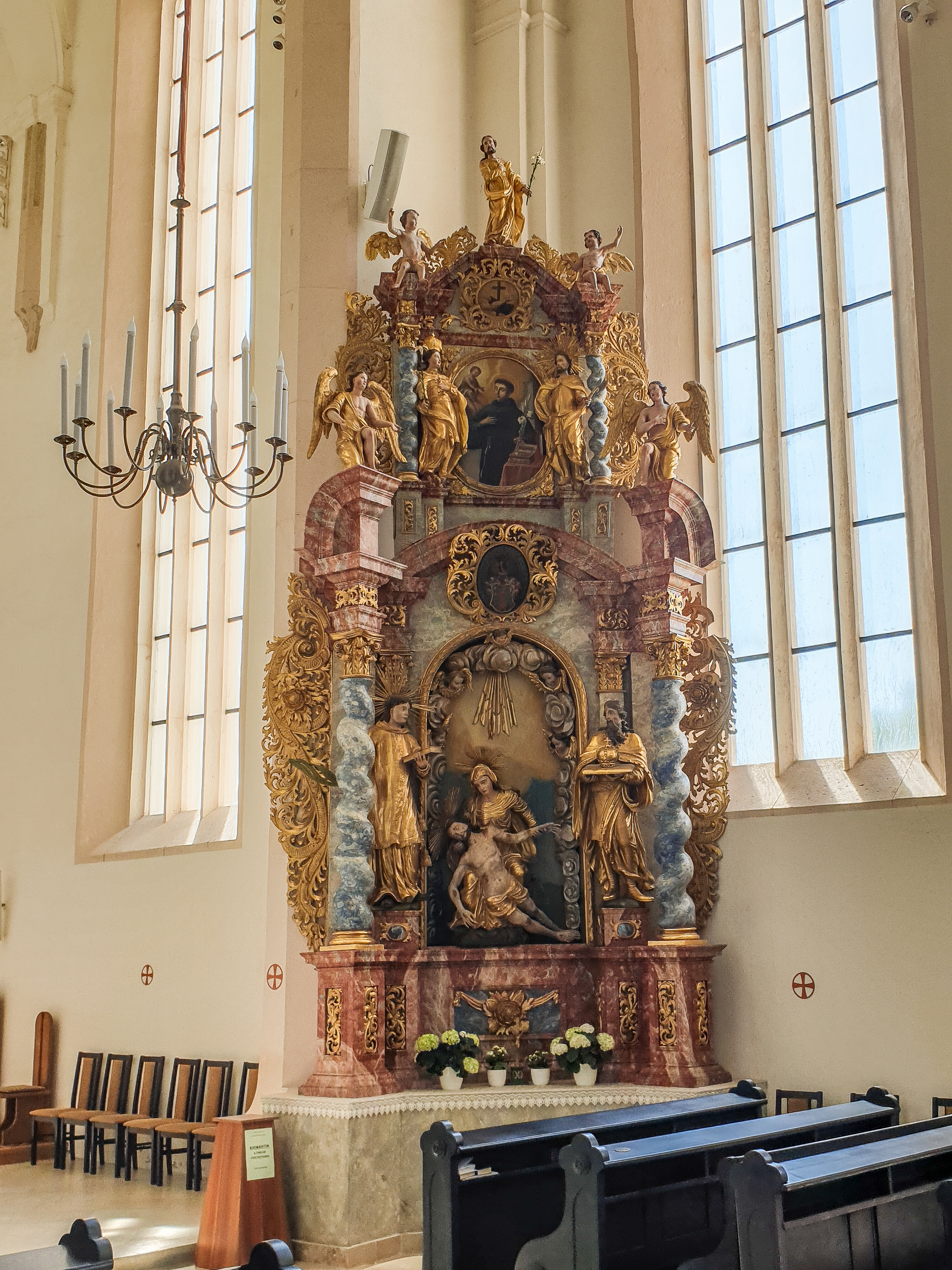
A Jósa István által lőcsei mesterekkel készíttetett Pietà-oltár